# Слад
Слад је проклијало жито, које се употребљава за варење пива и за дестилацију вискија и неких других врста алкохолних пића.
Производња слада се врши контролисаним клијањем зрна житарица, која су претходно натопљена у воду. За већину слада од житарица користи се јечам, али такође могу да се користе, пшеница, раж или зоб. Суштина производње слада је модификација скроба, који се налази у зрнима жита, помоћу ензима. У овом процесу, скроб се разлаже у једноставније сахариде, од којих се ферментацијом добија алкохол. Пре ферментације слад се може пржити, што је неопходно за добијање тамнијег пива.